# 朝岡秀樹
朝岡 秀樹（あさおか ひでき、1969年8月3日 – ）は、ベースボール・マガジン社の編集者、アマチュア格闘家。北海道釧路市出身。身長163cm、体重60kg。
1999年から『格闘技通信』5代目編集長を務めた。大道塾の北斗旗軽量級優勝（1992年5月31日）、全日本アマチュア修斗選手権バンタム級優勝（2003年9月15日）など数々の経歴を誇る格闘家でもある。2003年6月1日にはプロ興行ZSTにも出場したが、プロ転向は考えておらず、あくまでアマチュアとして参加していくとのことである。大道塾は2005年で現役引退した。
その異色の経歴から編集長時代の『格闘技通信』の誌面は、「やる側からの視点」と「ノーフェイク」を謳い文句とし、はっきりしたポリシーを打ち出して常に問題提起を図っていた。
2002年に『格闘技通信』の編集長を退任してからは、ベースボール・マガジン社で、『総合格闘技入門』『ブラジリアン柔術入門』『キックボクシング入門』『FOR ALL OVER 30 おとなの格闘技』などの格闘技関係のムックを担当していた。
2007年6月8日発売の『格闘技通信』2007年7月8日号（No.424）から7代目の編集長として復帰。大幅なリニューアルを行った。
2008年4月1日にベースボール・マガジン社の出版部部次長に就任。スポーツ関連の書籍全般を担当することとなり、『格闘技通信』編集長は2008年6月8日号をもって退任した。